# Premio Herder
Il premio Herder (in tedesco Gottfried-von-Herder-Preis), che riceve il nome dal filosofo tedesco Johann Gottfried Herder, è stato un prestigioso premio internazionale attribuito annualmente a studiosi e artisti dell'Europa centrale e dei Balcani, che con la loro vita e le loro opere hanno contribuito alla comprensione culturale fra i Paesi europei e alle loro relazioni pacifiche. Fondato nel 1963, i primi premi furono assegnati nel 1964.
La giuria del premio era composta da università tedesche e austriache. Il finanziamento del premio, che consisteva in 15 000 €, era garantito dalla Fondazione Alfred Toepfer, con sede ad Amburgo. I premi erano tradizionalmente consegnati dal Presidente federale dell'Austria in una cerimonia annuale all'Università di Vienna. Il premio comprendeva anche una borsa di studio annuale presso un'Università austriaca erogata a favore di un giovane allievo scelto dal premiato.
Il premio era destinato a studiosi e artisti provenienti un'ampia varietà di campi delle scienze umanistiche: etnografi, scrittori, architetti, compositori, poeti, folkloristi, pittori, storici, letterati, storici dell'arte, archeologi, direttori di teatro, musicologi, museologi, linguisti, sceneggiatori e così via. Diversi scrittori vincitori del premio Herder vinsero in seguito anche il premio Nobel per la letteratura: così fu per Wisława Szymborska, Imre Kertész e Svjatlana Aleksievič.
Fin dall'origine il premio era destinato a personalità provenienti da sette Paesi dell'Europa centrale e della Penisola balcanica: Bulgaria, Cecoslovacchia, Grecia, Jugoslavia, Polonia, Romania e Ungheria. Dopo la caduta del comunismo europeo  e le travagliate vicende che portarono alla dissoluzione della Jugoslavia, alla dissoluzione dell'Unione Sovietica e alla separazione tra Slovacchia e Repubblica Ceca, tutti coloro che provenivano dagli Stati eredi di Jugoslavia e Cecoslovacchia rimasero ammessi. Nei primi anni 1990 furono aggiunti a questi Paesi Estonia, Lettonia, Lituania, Bielorussia, Ucraina e Albania.
Solitamente i premiati ogni anni erano sette, ma il numero dei premiati poteva cambiare ed ebbe un minimo di quattro e un massimo di nove premiati. L'ultima edizione del premio fu quella del 2006. Nel 2007 il premio fu riunito in un nuovo premio europeo, il premio Kairos, finanziato dalla stessa Fondazione Alfred Toepfer, del valore di 75 000 € interamente destinati a un unico vincitore.

## Vincitori del premio
| Anno | Vincitori |
| ---- | --- |
| 1964 | Oto Bihalji-Merin, Jan Kott, Stanisław Lorentz, Lucijan Marija Škerjanc                                                                                       |
| 1965 | Tudor Arghezi, Manolis Hatzidakis, Emanuel Hruška, Zoltán Kodály, László Németh, Hugo Rokyta, Hristo Vakarelski                                               |
| 1966 | Ján Cikker, Dezső Dercsényi, Zlatko Gorjan, Aleksander Kobzdej, Anton Kriesis, Niko Kuret, Dimiter Statkov                                                    |
| 1967 | Iván Fenyő, Vladimír Kompánek, Witold Lutosławski, Spyridōn Marinatos, Alexandru A. Philippide, Mihai Pop, Svetozar Radojčić                                  |
| 1968 | Constantin Daicoviciu, Roman Ingarden, Miroslav Krleža, Ludvík Kunz, Anastasios Orlandos, Lajos Vayer, Pančo Vladigerov                                       |
| 1969 | Jolán Balogh, Albín Brunovský, Bohuslav Fuchs, Mihail Jora, Marijan Matković, Ksawery Piwocki, France Stele                                                   |
| 1970 | Jan Białostocki, Jan Filip, Zoltán Franyó, Milovan Gavazzi, Gyula Illyés, Yiannis Papaioannou, Zeko Torbov                                                    |
| 1971 | Jiří Kolář, Blaže Koneski, Georgios Megas, Kazimierz Michałowski, Mihail Sokolovski, Zaharia Stancu, Bence Szabolcsi                                          |
| 1972 | Dragotin Cvetko, Atanas Dalčev, Branko Maksimović, Gyula Ortutay, Jaroslav Pešina, Henryk Stażewski, Virgil Vătășianu                                         |
| 1973 | Veselin Beševliev, Stylianos Harkianakis, János Harmatta, Zbigniew Herbert, Eugen Jebeleanu, Petar Lubarda, Jan Racek                                         |
| 1974 | Władysław Czerny, Ivan Dujčev, Ivo Frangeš, László Gerő, Stylianos Pelekanidis, Ján Podolák, Zeno Vancea                                                      |
| 1975 | Józef Burszta, Hristo M. Danov, Stanislav Libenský, Maria Ana Musicescu, Gábor Preisich, Pandelis Prevelakis, Stanojlo Rajičić                                |
| 1976 | Jagoda Buić, Marin Goleminov, Ioannis Kakridis, Dezső Keresztury, Nichita Stănescu, Rudolf Turek, Kazimierz Wejchert                                          |
| 1977 | Nikolaos Andriotis, Riko Debenjak, Emmanuel Kriaras, Albert Kutal, Máté Major, Krzysztof Penderecki, Anastas Petrov, Ion Vladutiu                             |
| 1978 | Eugen Barbu, Đurđe Bošković, Kazimierz Dejmek, Stojan Džudžev, Béla Gunda, Jiří Hrůza, Yiannis Spyropoulos                                                    |
| 1979 | Magdalena Abakanowicz, Ferenc Farkas, Zdenko Kolacio, Atanas Natev, András Sütő, Pavel Trost, Apostolos E. Vacalopoulos                                       |
| 1980 | Gordana Babić-Đorđević, Iván Balassa, Kamil Lhoták, Manousos Manousakas, Vera Mutafčieva, Alexandru Rosetti, Wiktor Zin                                       |
| 1981 | Emil Condurachi, Sándor Csoóri, Stefka Georgieva, Dimitrios Loukatos, Vjenceslav Richter, Eugen Suchoň, Elida Maria Szarota                                   |
| 1982 | Athanasios Aravantinos, Ana Blandiana, Vojislav J. Đurić, Sona Kovacevicová, Aleksandar Ničev, Jan Józef Szczepański, Imre Varga                              |
| 1983 | Władysław Bartoszewski, Géza Entz, Jozef Jankovič, Gunther Schuller, Zdenko Škreb, Stefana Stojkova, C. A. Trypanis                                           |
| 1984 | Emilijan Cevc, Konstantinos Dimaras, Karel Horálek, György Konrád, Constantin Lucaci, Krasimir Manchev, Krzysztof Meyer                                       |
| 1985 | Branko Fučić, Růžena Grebeníčková, Adrian Marino, Demetrios Pallas, Károly Perczel, Simeon Pironkov, Andrzej Wajda                                            |
| 1986 | Georgi Baev, Tekla Dömötör, Boris Gaberščik, Konrad Górski, Johannes Karayannopoulos, Jiří Kotalík, Anatol Vieru                                              |
| 1987 | Roman Brandstaetter, Doula Mouriki, József Ujfalussy, Vladimir Veličković, Velizar Velkov, Gheorghe Vrabie                                                    |
| 1988 | Roman Berger, Christos Kapralos, Zoe Dumitrescu-Bușulenga, György Györffy, Donka Petkanova, Mieczysław Porębski, Edvard Ravnikar                              |
| 1989 | Maria Banuș, Ákos Birkás, Jerzy Buszkiewicz, Václav Frolec, Nikolaj Genčev, Petar Miljković-Pepek, Nikos Gabriel Pentzikis                                    |
| 1990 | Liviu Calin, Bronisław Geremek, Aris Konstantinidis, Dejan Medaković, Virginia Paskaleva, Adriena Šimotová, András Vizkelety                                  |
| 1991 | Maja Bošković-Stulli, Gerard Labuda, Andor Pigler, Yorgos Sicilianos, Emil Skála, Marin Sorescu, Stoimen Stoilov                                              |
| 1992 | Manolis Andronikos, Jenö Barabás, Blaga Dimitrova, Stefan Kaszynski, Jiří Kořalka, Zmaga Kumer, Jon Nicodim                                                   |
| 1993 | Vasilka Gerasimova-Tomova, Petro Kononenko, György Kurtág, Jerzy Tchórzewski, Răzvan Theodorescu, Elena Várossová, Māra Zālīte, Dionysis Zivas, Viktor Žmegač |
| 1994 | István Borzsák, Dževad Juzbašić, Ștefan Niculescu, Andrzej Szczypiorski, Jitka e Květa Válová, Takis Varvitsiotis, Zigmas Zinkevičius                         |
| 1995 | Sándor Kányádi, Mirko Kovač, Milčo Lalkov, Michael G. Meraklis, Mindaugas Navakas, Wisława Szymborska, Jaan Undusk                                            |
| 1996 | Tamás Hofer, Karel Hubáček, Konstantin Iliev, Marin Mincu, Jože Pogačnik, Pēteris Vasks, Marian Zgórniak                                                      |
| 1997 | Tasos Athanasiadis, Bogdan Bogdanović, Oskár Elschek, Ferenc Glatz, Lech Kalinowski, Jaan Kross, Dunja Rihtman-Auguštin                                       |
| 1998 | Imre Bak, Andrei Corbea-Hoișie, Eliška Fučíková, Ismail Kadare, Justinas Marcinkevičius, Dorota Simonides, Elena Tončeva                                      |
| 1999 | Svjatlana Aleksievič, Vera Bitrakova-Grozdanova, Mircea Dinescu, István Fried, Henryk Górecki, Dževad Karahasan, Ferdinand Milučký                            |
| 2000 | Ján Bakoš, Ivan Čolović, Nikola Georgiev, Imre Kertész, Milan Kundera, Karolos Mitsakis, Arvo Pärt                                                            |
| 2001 | Jurij Igorovyč Andruchovyč, Janez Bernik, János Böhönyey, Maria Kłańska, Marek Kopelent, Andrej Mitrović, Evangelos Moutsopoulos                              |
| 2002 | George Demetrius Bambiniotis, Māris Čaklais, Péter Esterházy, Radost Ivanova, Nedjeljko Fabrio, Aurel Stroe, Lech Trzeciakowski                               |
| 2003 | Vasil Gjuzelev, Drago Jančar, Károly Manherz, Stanisław Mossakowski, Ales Rasanau, Ludvík Václavek, Ana Maria Zahariade                                       |
| 2004 | Theodore Antoniou, Michał Głowiński, Dušan Kováč, Fatos Lubonja, Éva Pócs, Kazimir Popkonstantinov, Romualdas Požerskis                                       |
| 2005 | Károly Klimó, Hanna Krall, Primož Kuret, Jiří Kuthan, Andrei Marga, Eimuntas Nekrošius, Krešimir Nemec                                                        |
| 2006 | Włodzimierz Borodziej, Nicos Hadjinicolaou, Gabriela Kiliánová, Ene Mihkelson, Vojteh Ravnikar                                                                |